# Apatura strandi
Apatura strandi är en fjärilsart som beskrevs av Ceslau Maria de Biezanko 1924. Apatura strandi ingår i släktet Apatura och familjen praktfjärilar. Inga underarter finns listade i Catalogue of Life.